# DFB-Pokal 2016/17 (Frauen)
Der DFB-Pokal der Frauen wurde in der Saison 2016/17 zum 37. Mal ausgespielt. Das Finale fand wie seit der Saison 2009/10 im Rheinenergiestadion in Köln statt.

## Teilnehmende Mannschaften
Automatisch qualifiziert waren die Mannschaften der 1. und 2. Bundesliga der abgelaufenen Spielzeit. Dazu kamen die Aufsteiger in die 2. Bundesliga und die Sieger der 21 Landespokalwettbewerbe. Zweite Mannschaften sind grundsätzlich nicht teilnahmeberechtigt. Gewinnt eine zweite Mannschaft, deren 1. Mannschaft bereits für den DFB-Pokal qualifiziert ist, oder ein Aufsteiger in die 2. Bundesliga, den Landespokal, so rückt der jeweils unterlegene Finalist in den DFB-Pokal nach.
| Bundesliga die 12 Vereine der Saison 2015/16 | 2. Bundesliga 19 der 24 Vereine der Saison 2015/16 1 | Regionalliga Die Zweitliga-Aufsteiger der Regionalliga-Saison 2015/16 2 |
| Werder Bremen SGS Essen 1. FFC Frankfurt SC Freiburg TSG 1899 Hoffenheim FF USV Jena 1. FC Köln Bayer 04 Leverkusen FC Bayern München 1. FFC Turbine Potsdam SC Sand VfL Wolfsburg (Titelverteidiger)                         | Alemannia Aachen BV Cloppenburg TSV Crailsheim MSV Duisburg FSV Gütersloh 2009 SV Henstedt-Ulzburg Herforder SV Blau-Weiß Hohen Neuendorf Holstein Kiel FFV Leipzig 1. FC Lübars TSV Schott Mainz SV Meppen Borussia Mönchengladbach 1. FC Saarbrücken VfL Sindelfingen SV 67 Weinberg FSV Hessen Wetzlar ETSV Würzburg | 1. FC Union Berlin Arminia Bielefeld Bramfelder SV 1. FFC 08 Niederkirchen |
| Verbandspokale die Landespokalsieger der 21 Landesverbände des DFB | | |
| - Baden Karlsruher SC (IV) - Bayern 1. FC Nürnberg (III) - Berlin FC Viktoria 1889 Berlin (III) 3 - Brandenburg Blau-Weiß Beelitz (III) - Bremen SC Weyhe (IV) - Hamburg FC Bergedorf 85 (III) - Hessen TSG Neu-Isenburg (IV) | - Mecklenburg-Vorpommern 1. FC Neubrandenburg 04 (IV) - Mittelrhein Sportfreunde Ippendorf (IV) - Niederrhein Borussia Bocholt (III) - Niedersachsen SV Union Meppen (IV) - Rheinland SG 99 Andernach (III) - Saarland 1. FC Riegelsberg (III) - Sachsen 1. FFC Fortuna Dresden (III)                                   | - Sachsen-Anhalt Magdeburger FFC (III) - Schleswig-Holstein SSC Hagen Ahrensburg (IV) - Südbaden Hegauer FV (III) - Südwest SC Siegelbach (III) 4 - Thüringen TSV Sundhausen (IV) 5 - Westfalen DJK Arminia Ibbenbüren (IV) - Württemberg SV Alberweiler (IV) |
| Ligaebene in Klammern: III = Regionalliga • IV = 4. Liga • V = 5. Liga • VI = 6. Liga | | |

## Modus
Wie erstmals im vorangegangenen Jahr erhielten klassentiefere Teams bis zum Viertelfinale das Heimrecht gegen klassenhöhere zugesprochen. Sollten sich jedoch beide Teams unterhalb der 2. Bundesliga befinden, erfolgte kein Heimrechttausch mehr. So spielte zum Beispiel in der ersten Runde der Viertligist SC Weyhe auswärts beim Regionalligisten Fortuna Dresden.
Zudem begann im Achtelfinale ein Pilot-Projekt des DFB, durch das im Falle einer Verlängerung eine vierte Auswechslung möglich ist.

## Termine
Die Spielrunden wurden an den folgenden Terminen ausgetragen:
- 1. Runde: 20./21. August 2016
- 2. Runde: 8./9. Oktober 2016
- Achtelfinale: 3./4. Dezember 2016
- Viertelfinale: 15. März 2017
- Halbfinale: 16. April 2017
- Finale: 27. Mai 2017

## 1. Runde
Die 24 Spiele wurden am 15. Juli ausgelost. Acht Teams erhielten ein Freilos für diese Runde.
|                               | Ergebnis                         |                                |
| ----------------------------- | -------------------------------- | ------------------------------ |
| SV Alberweiler (IV)           | 0:9 (0:1)                        | MSV Duisburg (I)               |
| FC Viktoria 1889 Berlin (III) | 0:5 (0:2)                        | Arminia Bielefeld (II)         |
| SSC Hagen Ahrensburg (IV)     | 1:2 (1:2)                        | Bramfelder SV (II)             |
| Holstein Kiel (III)           | 0:15 (0:10)                      | Werder Bremen (II)             |
| 1. FC Lübars (IV)             | 0:12 (0:4)                       | Blau-Weiß Hohen Neuendorf (II) |
| FSV Hessen Wetzlar (II)       | 1:3 (0:1)                        | SC Sand (I)                    |
| 1. FFC Fortuna Dresden (III)  | 2:0 (1:0)                        | SC Weyhe (IV)                  |
| 1. FC Union Berlin (II)       | 1:6 (1:2)                        | BV Cloppenburg (II)            |
| Karlsruher SC (IV)            | 1:5 (0:3)                        | Borussia Mönchengladbach (I)   |
| Borussia Bocholt (III)        | 1:2 (0:0)                        | Hegauer FV (III)               |
| TSV Sundhausen (IV)           | 0:4 (0:1)                        | Magdeburger FFC (III)          |
| SV Henstedt-Ulzburg (II)      | 3:1 (1:1)                        | Herforder SV (II)              |
| FSV Gütersloh 2009 (II)       | 2:2 n. V. (2:2, 0:2) (5:3 i. E.) | SV Meppen (II)                 |
| DJK Arminia Ibbenbüren (IV)   | 5:1 (2:0)                        | FFV Leipzig (III)              |
| FC Bergedorf 85 (III)         | 2:0 (2:0)                        | Blau-Weiß Beelitz (III)        |
| SV Union Meppen (IV)          | 3:1 (1:1)                        | 1. FC Neubrandenburg 04 (III)  |
| 1. FFC 08 Niederkirchen (II)  | 0:4 (0:3)                        | Bayer 04 Leverkusen (I)        |
| SC Siegelbach (III)           | 0:2 (0:0)                        | SV 67 Weinberg (II)            |
| TSG Neu-Isenburg (IV)         | 1:2 (0:2)                        | TSV Crailsheim (II)            |
| 1. FC Riegelsberg (III)       | 3:0 (1:0)                        | ETSV Würzburg (III)            |
| 1. FC Köln (II)               | 3:4 (2:1)                        | TSV Schott Mainz (II)          |
| Alemannia Aachen (III)        | 0:8 (0:4)                        | VfL Sindelfingen (II)          |
| 1. FC Nürnberg (III)          | 1:2 (0:1)                        | 1. FC Saarbrücken (II)         |
| Sportfreunde Ippendorf (IV)   | 1:4 (0:2)                        | SG 99 Andernach (III)          |

## 2. Runde
In der zweiten Runde stiegen die acht bestplatzierten Mannschaften der Bundesligasaison 2015/16 ein. Die Auslosung erfolgte am 8. September. Das Spiel Union Meppen gegen Cloppenburg fand bereits am 29. September statt. Das Spiel TSV Schott Mainz gegen den SC Sand wurde wegen des Unfalltodes der Mainzer Spielerin Larissa Gördel am 23. Oktober 2016 nachgeholt.
|                                | Ergebnis                         |                              |
| ------------------------------ | -------------------------------- | ---------------------------- |
| SV Union Meppen (IV)           | 0:4 (0:0)                        | BV Cloppenburg (II)          |
| SV Henstedt-Ulzburg (II)       | 0:5 (0:1)                        | MSV Duisburg (I)             |
| DJK Arminia Ibbenbüren (IV)    | 3:3 n. V. (3:3, 2:2) (5:3 i. E.) | Bramfelder SV (II)           |
| 1. FFC Fortuna Dresden (III)   | 0:9 (0:4)                        | VfL Wolfsburg (I)            |
| Werder Bremen (II)             | 1:1 n. V. (1:1, 1:0) (5:4 i. E.) | 1. FFC Turbine Potsdam (I)   |
| SG 99 Andernach (III)          | 0:4 (0:4)                        | SC Freiburg (I)              |
| Magdeburger FFC (III)          | 0:1 (0:0)                        | Borussia Mönchengladbach (I) |
| 1. FC Saarbrücken (II)         | 0:4 (0:2)                        | Bayer 04 Leverkusen (I)      |
| Blau-Weiß Hohen Neuendorf (II) | 1:3 n. V. (1:1, 0:1)             | FF USV Jena (I)              |
| FC Bergedorf 85 (III)          | 0:5 (0:2)                        | SGS Essen (I)                |
| Arminia Bielefeld (II)         | 6:2 (3:1)                        | FSV Gütersloh 2009 (II)      |
| VfL Sindelfingen (II)          | 0:4 (0:2)                        | TSG 1899 Hoffenheim (I)      |
| 1. FC Riegelsberg (III)        | 0:15 (0:6)                       | FC Bayern München (I)        |
| Hegauer FV (III)               | 0:2 (0:1)                        | 1. FFC Frankfurt (I)         |
| TSV Crailsheim (II)            | 1:2 (1:1)                        | SV 67 Weinberg (II)          |
| TSV Schott Mainz (II)          | 0:4 (0:2)                        | SC Sand (I)                  |

## Achtelfinale
Die Auslosung erfolgte am 15. Oktober 2016. Die Spiele wurden vom 2. bis zum 21. Dezember 2016 ausgetragen.
Das Spiel des 1. FFC Frankfurt gegen die SGS Essen wurde aufgrund von Unbespielbarkeit des Platzes verlegt, nachdem man die Anstoßzeit am 4. Dezember zweimal nach hinten verlegt hatte. Das Spiel wurde in Absprache mit beiden Vereinen am 21. Dezember 2016 nachgeholt.
|                             | Ergebnis  |                              |
| --------------------------- | --------- | ---------------------------- |
| Arminia Bielefeld (II)      | 0:2 (0:0) | VfL Wolfsburg (I)            |
| DJK Arminia Ibbenbüren (IV) | 0:8 (0:3) | FC Bayern München (I)        |
| SV 67 Weinberg (II)         | 0:3 (0:1) | SC Sand (I)                  |
| SC Freiburg (I)             | 2:0 (2:0) | Borussia Mönchengladbach (I) |
| BV Cloppenburg (II)         | 1:0 (0:0) | MSV Duisburg (I)             |
| Bayer 04 Leverkusen (I)     | 5:0 (1:0) | FF USV Jena (I)              |
| Werder Bremen (II)          | 1:0 (0:0) | TSG 1899 Hoffenheim (I)      |
| 1. FFC Frankfurt (I)        | 3:2 (0:0) | SGS Essen (I)                |

## Viertelfinale
Die Auslosung erfolgte am 8. Februar 2017. Die Spiele fanden am 15. März 2017 statt.
|                       | Ergebnis  |                         |
| --------------------- | --------- | ----------------------- |
| Werder Bremen (II)    | 0:1 (0:0) | SC Sand (I)             |
| FC Bayern München (I) | 0:2 (0:0) | VfL Wolfsburg (I)       |
| SC Freiburg (I)       | 2:0 (1:0) | 1. FFC Frankfurt (I)    |
| BV Cloppenburg (II)   | 0:2 (0:2) | Bayer 04 Leverkusen (I) |

## Halbfinale
Die Auslosung erfolgte am 20. März 2017. Die Spiele fanden am 16. April 2017 statt.
|                         | Ergebnis             |                   |
| ----------------------- | -------------------- | ----------------- |
| Bayer 04 Leverkusen (I) | 0:4 (0:3)            | SC Sand (I)       |
| SC Freiburg (I)         | 1:2 n. V. (1:1, 0:0) | VfL Wolfsburg (I) |

## Finale
Das Pokalfinale fand am 27. Mai 2017 statt.
| Paarung          | SC Sand – VfL Wolfsburg |
| Ergebnis         | 1:2 (0:0) |
| Datum            | 27. Mai 2017, 16:15 Uhr |
| Stadion          | Köln (Rheinenergiestadion) |
| Zuschauer        | 17.016 |
| Schiedsrichterin | Ines Appelmann (RWO Alzey) |
| Tore             | 0:1 Harder (66.) 0:2 Harder (75.) 1:2 Damnjanović (78.) |
| SC Sand          | Carina Schlüter – Claire Savin, Laura Vetterlein, Diane Caldwell, Cecilie Sandvej – Laura Feiersinger (82. Milena Nikolić), Anne van Bonn , Chioma Igwe (76. Dominika Škorvánková), Verena Aschauer (71. Jana Vojteková) – Nina Burger – Jovana Damnjanović Cheftrainer: Richard Dura         |
| VfL Wolfsburg    | Almuth Schult – Anna Blässe, Nilla Fischer , Babett Peter, Isabel Kerschowski (46. Noëlle Maritz) – Sara Björk Gunnarsdóttir – Caroline Graham Hansen, Alexandra Popp, Pernille Harder, Tessa Wullaert (86. Emily van Egmond) – Ewa Pajor (81. Vanessa Bernauer) Cheftrainer: Ralf Kellermann |
| Gelbe Karten     | Škorvánková (80.), Vetterlein (90.+4') – Gunnarsdóttir (60.) |
| Platzverweise    | keine – Gunnarsdóttir (90.+5') |
|                  | keine – Popp (77.) |

## Beste Torschützinnen
Nachfolgend sind die besten Torschützinnen des DFB-Pokals 2016/17 aufgeführt. Die Sortierung erfolgt nach Anzahl ihrer Treffer, bei gleicher Toranzahl alphabetisch.
| Rang                                   | Spielerin              | Verein                   | Tore |
| -------------------------------------- | ---------------------- | ------------------------ | ---- |
| 1                                      | Nina Burger            | SC Sand                  | 5    |
|                                        | Annabel Jäger          | Arminia Bielefeld        | 5    |
| 3                                      | Cindy König            | Werder Bremen            | 4    |
|                                        | Vivianne Miedema       | FC Bayern München        | 4    |
|                                        | Anja Mittag            | VfL Wolfsburg            | 4    |
|                                        | Kathleen Radtke        | MSV Duisburg             | 4    |
|                                        | Erika Szuh             | BW Hohen Neuendorf       | 4    |
| 8                                      | Jessica Golebiewski    | Werder Bremen            | 3    |
|                                        | Charline Hartmann      | SGS Essen                | 3    |
|                                        | Mandy Islacker         | 1. FFC Frankfurt         | 3    |
|                                        | Nadja Kleinikel        | Borussia Mönchengladbach | 3    |
|                                        | Kristin Kögel          | VfL Sindelfingen         | 3    |
|                                        | Stefanie Sanders       | Werder Bremen            | 3    |
|                                        | Lisa Schwab            | Bayer 04 Leverkusen      | 3    |
|                                        | Melissa Steffen        | DJK Arminia Ibbenbüren   | 3    |
|                                        | Stefanie van der Gragt | FC Bayern München        | 3    |
| Quelle: weltfussball.de, Stand: Finale |                        |                          |      |